# Gusinoje Oziero
Gusinoje Oziero (ros. Гусиное Озеро) – wieś w Rosji, w Buriacji, w rejonie sielengińskim. W 2010 liczyła 2935 mieszkańców.